# Europastraße 577
Die Europastraße 577 (kurz: E 577) ist ein Teil des europäischen Fernstraßennetzes. Die in Rumänien von Ploiești, der Kreishauptstadt des Kreises Prahova, in nordöstliche Richtung verlaufende Europastraße führt bis Buzău, der Kreishauptstadt des gleichnamigen Kreises. Sie bildet zugleich die rumänische Nationalstraße Drum național 1B, die nach 2024 auf die Autostrada A7 aufgerüstet werden soll. Sie wird auch als Rumänische Weinstraße bezeichnet.
Die Europastraße 577 wurde 2004 festgelegt und verbindet bei Buzău die E 85 mit der E 60 bei Ploiești. Die frühere E 577 ist die heutige E 584 (Poltawa – Slobozia).

## Streckenverlauf
Im Norden der Stadt Ploiești, ab der Gemeinde Blejoi, führt die E 577 in der historischen Region Große Walachei (Muntenia) über den Fluss Prahova, durch die Orte Valea Călugărească, Albești-Paleologu, Mizil und im Kreis Buzău, durch die Gemeinden Săhăteni, Ulmeni und endet bei Buzău.
Entlang der E 577 führt die Bahnstrecke București–Galați–Roman.